# TEDxAarhus
TEDxAarhus er en konference, hvor talere præsenterer "idéer, der er værd at sprede." Konferencen opererer under koncept af, men uafhængigt af, hovedorganisationen TED og afholdes årligt i Århus. Lige som andre TEDx events har TEDxAarhus fået en licens fra TED til at afholde konferencen, hvor arrangørerne forpligter sig til at følge visse principper. I oktober 2016 afholdt TEDxAarhus et event med 12 talere i Hermans i Tivoli. I 2017 var der 11 talere , og i 2018 var der 9 talere på programmet.

## Historie
Den første officielle TEDxAarhus-konference blev holdt den 1. oktober 2016 med Nanna Inie og René Lønne Ventzel som ledende arrangører. Men det var ikke det første TEDxevent i Århus. Året før blev der afholdt et mindre TEDx event kaldet TEDxVenelystblvd, ledet af Belen Jimenez Mena. Hun havde ansøgt om og fået en lille TED-licens, der gav hende tilladelse til at afholde en konference i byen for op til 100 deltagere. Denne begivenhed blev afholdt den 9. maj 2015, hvor 5 talere og 100 deltagere blev samlet i Navitas-bygningen (ved havnen) på Inge Lehmanns Gade 10 i Århus. Eftersom eventet foreløb tilfredsstillende i forhold til de krav, der blev stillet af TED, havde Aarhus lov til at ansøge om en udvidet licens, og denne blev givet. Det betyder, at TEDxAarhus nu kunne være vært for en begivenhed, der havde mere end 100 deltagere, og TedxVenelystBlvd ændrede navnet til TEDxAarhus.